# لولوة بنت محمد آل خليفة
لولوة بنت محمد بن عبد الله بن عيسى آل خليفة (1930 في المحرق - 29 فبراير 2016 في المحرق) ناشطة اجتماعية بحرينية من العائلة الحاكمة حيث تركز اهتمامها في الارتفاع بمستوى النساء والأطفال في مملكة البحرين. تولت إنشاء ورئاسة أول جمعية نسائية في البحرين والخليج العربي.

## النشأة والتعليم
ولدت الشيخة لولوة بنت محمد آل خليفة في العام 1930 في المحرق بالبحرين. وقد أطلق عليها والدها اسم لولوة تخليدا لزوجته الأولى لولوة بنت حمد بن عيسى آل خليفة التي فارقت الحياة مباشرة بعد أن أنجبت له ابنه البكر خليفة.
التحقت بالمدرسة الحكومية للمرحلة الابتدائية آنذاك.

## المسيرة المهنية
أنشأت نادي السيدات أسوة بمثيله في مصر ولكنه أغلق بعد ثلاث سنوات. تداعوا رجال الدين وضغطوا في كل اتجاه من أجل إيقاف عمل نادي السيدات الذي رأوا فيه منكرا وفكرة دخيلة فنجحوا في مسعاهم وعلقت لولوة قائلة: «لم نتخلَ عن الفكرة فليست هي بالأمر الذي يُتخلى عنه لكننا سلكنا بها طريقا آخر يُبقي جذوتها فينا وأهدافها قبالة أعيننا. اقتربنا من الناس أكثر: المحتاجين، المرضى، الفقراء، المساكين، النساء، ربات البيوت في منازلهن».
توجهت إلى العمل في مستشفى حكومي ونشطت في توعية نساء القرى بكيفية الاعتناء بأطفالهن حديثي الولادة. وحينما كبر العمل لاحت للولوة وزميلاتها فكرة تنظيم النشاط بأسلوب أكثر مهنية وحرفية من خلال جمعية معترف بها رسميا فطالما أن رجال الدين تحسسوا من فكرة نادي السيدات خشية أن تمارس العضوات الألعاب الرياضية فليكن النشاط من خلال جمعية للسيدات فالأسماء ليست مهمة بقدر أهمية المحتوى والمضمون.

### جمعية رعاية الطفل والأومة
اجتمعت السيدات المؤيدات لإطلاق جمعية بدلا من النادي بهدف تقديم طلب جديد للجهات الرسمية للترخيص لهن بالحصول على افتتاح جمعية خصوصا وأنهن سمعن وقتها إن البحرين فتحت المجال لتسجيل الجمعيات.
وهكذا عُقد اجتماع حضرته بعض من نساء العائلة الحاكمة وبعض زوجات رجال الأعمال وبعض التربويات وحرم مستشار حكومة البحرين تشارلز بلغريف. في هذا الاجتماع تم الاتفاق على تقديم الأوراق اللازمة للجهات المسؤولة مرفقة بنظام داخلي. وطلبت لولوة تحاشي ذكر اسم أي واحدة تنتمي إلى العائلة الحاكمة وذلك من باب تفادي الرفض لأن المهم حسب قولها هو الحصول على الإجازة أولا. وهذا ما حدث فعلا حيث حصلن على الترخيص اللازم في 3 يناير 1960. فرحة لولوة وزميلاتها بهذا الكيان الجديد كانت كبيرة ولا يمكن وصفها حيث قالت: «صار لنا اسم نعتز به هو (جمعية رعاية الطفل والأمومة) أول جمعية في البحرين والخليج العربي تحصل على إشهار من هذا النوع». وعقد أول اجتماع للجمعية في 2 يونيو 1961 بحضور 30 عضوا من أجل التصديق على اللائحة الداخلية التي توضح طريقة عملها وأيضا التصديق على قانونها الأساسي الذي يفصل أهدافها وهي: غوث الملهوف وإقامة العاثر ومساندة الضعفاء والمحتاجين ومساعدة الأمهات على الارتفاع بمستواهن المعيشي والثقافي والاجتماعي ليكنّ أمهات صالحات يحسـّن تنشئة الجيل الصاعد ورعاية وتنشئة الأطفال في سن ما قبل المدرسة وتهيئتهم للمرحلة الابتدائية ورعاية وتعليم الأطفال المعوقين عقليا وجسديا وتأهيل وتوعية الفتيات والأمهات في الريف ورفع مستواهن المعيشي.
والحال أنه بإصرار نساء مجموعة نادي السيدات وبدعم من قريباتهن وصديقاتهن وأصدقائهن وأسرهن والمؤمنين بقيمة المشاريع التطوعية وأهدافها النبيلة انطلقت جمعية رعاية الطفل والأمومة وراحت تصنع تاريخها الخاص. حدث هذا في ظل استقرار نظامها الداخلي وكذا استقرار أعضائها الثلاثين لكن من غير استقرار في مقر الجمعية حيث تنقلت الجمعية من بيت إلى آخر إلى أن كتبن إلى أمير البحرين آنذاك عيسى بن سلمان آل خليفة خطابا حول الحصول على قطعة أرض كي يقام عليها مبنى خاص وثابت للجمعية فسارع عيسى إلى منحهن قطعة أرض مجاورة لمستشفى السلمانية وهي الأرض التي شيد فوقها مبنى الجمعية الأول سنة 1964 بقيمة 120 ألف روبية. وقد بكت لولوة يوم أن تمّ تجهيز هذا المبنى ورفع فوقه اسم وشعار الجمعية. انضمت جمعية رعاية الطفل والأمومة إلى الاتحاد النسائي العربي العام في سنة 1973.
وللشيخة لولوة إسهامات عديدة حيث أنشأت معهد الأمل للأطفال المعاقين في العام 1977 وافتتحت أول مركز للتدخل المبكر للأطفال من ذوي الإعاقة الذهنية عام 1982.
وعلى إثر الغزو العراقي للكويت في عام 1990 قادت لولوة فريق من المتطوعات البحرينيات للعمل من أجل الخليج العربي عامة والكويت خاصة من خلال استضافة جمعية رعاية الطفل والأمومة لأعمال المتطوعات.
وترشحت لجائزة نوبل للسلام للعام 2005 ضمن 5 شخصيات نسائية بحرينية من ذوي الخبرة والعطاء في المجال النسائي.

### العضوية
شغلت العديد من المناصب في مؤسسات وجمعيات منها:
عضو مؤسس لنادي السيدات.
- رئيسة فخرية لجمعية رعاية الطفل والأمومة، 2008.
- رئيسة مجلس أمناء معهد الأمل للأطفال المعوقين التابع للجمعية لغاية 2007.
- رئيسة مجلس أمناء مركز معلومات المرأة والطفل التابع للجمعية لغاية 2007.
- رئيسة لجنة الأحوال الشخصية منذ تأسيسها العام 1982.
- عضو الجمعية في المجلس النسائي البريطاني.
- عضو في مجلس إدارة الاتحاد النسائي العربي العام.
- عضو مؤسس في مؤسسة المعوقين البحرينية.
- عضو مؤسس في الجمعية الخليجية للإعاقة.
- عضو في الشبكة العربية للمنظمات الأهلية من العام 1989.
- عضو في اللجنة الوطنية للطفولة.
- عضو في لجنة الميثاق الوطني.
- عضو في لجنة المرأة العاملة العربية.
- اللجنة الوطنية البحرينية للتنمية والطفولة.
- المجلس العربي للطفولة والتنمية.
- لجنة تنسيق العمل النسائي في الخليج والجزيرة العربية

## التكريم
- وسام العمل التطوعي خلال الاحتفال بالرائدات العربيات في الوطن العربي بدولة الإمارات العربية المتحدة.
- وسام البحرين من الدرجة الأولى من عاهل البحرين الملك حمد بن عيسى بن سلمان آل خليفة العام 2006.[4]
- وسام الدرجة الأولى من قبل رئيس الوزراء البحريني خليفة بن سلمان بن حمد آل خليفة 2007.
- في العام 2010 تم تكريمها كرائدة العمل الاجتماعي والتطوعي في البحرين من قبل قرينة عاهل البحرين ورئيسة المجلس الأعلى للمرأة سبيكة بنت إبراهيم آل خليفة.

كما تم تكريمها أيضا من قبل العديد من الجهات الرسمية والأهلية داخل وخارج البحرين.

## الحياة الشخصية
والدها هو محمد بن عبد الله بن عيسى آل خليفة رئيس مجلس حكم الدولة ووالدتها هي نجلاء بنت خالد بن علي آل خليفة. لديها سبعة إخوة وأخت واحدة وهم: خليفة (رئيس بلدية الحد) وخالد (وزير العدل ثم وزير الإسكان السابق) وسلمان وعبد العزيز (وزير التربية والتعليم السابق) وعبد الرحمن وإبراهيم وعيسى (مراقب عام سابق للإخوان المسلمين) وحصة.
في عام 1940 وعندما كانت تبلغ من العمر عشر سنوات تزوجت من ابن عم والدها وهو سلمان بن محمد بن عيسى آل خليفة حيث استمر زواجهما حتى وفاته في عام 1970. وقد أنجبت منه 4 أبناء وابنة واحدة وهم: خليفة (وزير العمل والشئون الاجتماعية السابق) وأحمد وراشد وجابر وهند (عضو في المجلس الأعلى للمرأة).

## الوفاة
توفيت في 29 فبراير 2016 في منزلها بالمحرق. وقدر صدر فور وفاتها من الديوان الملكي نعي يشيد بمناقب الراحلة. ووارى جثمانها الثرى في نفس يوم وفاتها بعد أداء صلاة الظهر بمقبرة المحرق. وتم فتح مجلس عزاء للرجال في مجلس دعيج بن خليفة بن محمد آل خليفة بالرفاع الغربي ة آخر للنساء بمنزل ابنها سلمان بن محمد بن عيسى آل خليفة بالمحرق.

## الإرث
تقام جائزة لولوة بنت محمد آل خليفة للقصص القصيرة والتي ينظمها مركز المعلومات بجمعية رعاية الطفل والأمومة منذ إطلاقها عام 2009م للأطفال حسب 3 فئات من 7 إلى 16 سنة.
تم تدشين كتاب السيرة الذاتية بعنوان: «لولوة... سيرة الحلو والمر» لمؤلفه حسين المحروس في 2010.
في عام 2018 اطلقت هيئة البحرين للثقافة والاثار جائزة لولوة البحرين أثناء إقامة معرض الكتاب بنسخته الثامنة عشرة.